# Louis Adolphe Le Doulcet de Pontécoulant
Pour les articles homonymes, voir Doulcet et Pontécoulant (homonymie).
Louis Adolphe le Doulcet de Pontécoulant est un militaire, conspirateur et musicologue français né à Paris le 10 mai 1795, et mort à Colombes le 25 janvier 1882.

## Biographie
Louis Adolphe le Doulcet, vicomte ou comte de Pontécoulant, est le fils de Louis-Gustave Doulcet comte de Pontécoulant et d'Anne Élisabeth Marais (vers 1765-1844), veuve du libraire Lejay, qui l'avait caché quand il avait été mis d'accusation le 3 octobre 1793.
Il suit des études militaires à l'école de Saint-Cyr d'où il sort en 1812 avec le grade de lieutenant. Il participe à la campagne de Russie. Il est fait prisonnier par les Russes au moment de la retraite, dans les environs de Tarutine. Il est traité avec considération par les Russes pendant qu'il est leur prisonnier, jusqu'en 1814.
Pendant les Cent-Jours, il continue à se battre en faveur de Napoléon Ier et participe à la bataille de Waterloo. Après la défaite de Napoléon, il émigre aux États-Unis mais continue à être favorable à la cause napoléonienne. En 1817, à peine arrivé aux États-Unis, il se met en contact avec le représentant de la révolution pernamboucaine, Antonio Gonçalves Cruz, surnommé Cabugá, chargé d'acheter des munitions et d'enrôler des volontaires pour aider la nouvelle république. Les émigrés français favorables à la cause napoléonienne pensent se servir de Pernambuco comme base pour aller libérer Napoléon Ier retenu prisonnier sur l'île de Sainte-Hélène. Quand il arrive à Pernambouc, il constate que la révolution a échoué. Si les nouvelles parues en France à l'époque se sont inquiétés de son sort, l'histoire de cette conspiration pour libérer Napoléon à partir du Brésil écrite dans la thèse de Fernando de Murtinho-Braga montre qu'Alfred de Pontécoulant ayant noué des relations confiantes avec le gouverneur de Natal n'a pas été arrêté et a pu quitter le Brésil.
Revenu en France en juin 1818, il occupe un poste d'examinateur des livres au ministère de l'Intérieur en 1825.
Au début de la révolution belge, en 1830, il organise un corps de volontaires parisiens pour soutenir les Belges dans leur combat pour l'indépendance. Il commence à se rendre à Gand, centre de la résistance orangiste. Il y arrive le 10 octobre mais la Légion franco-belge y est mal reçue par la population. La garnison hollandaise capitule le 17 octobre et se retire sur Anvers. Une bagarre entre des membres de la légion franco-belge et de la garde bourgeoise fait six morts mais, l'administration communale indique que son comportement a concouru au maintien de l'ordre. Le général Duvivier l'a ensuite envoyé à Bruges où il a ramené le calme. Le général Florent de Mahieu donne à Adolphe de Pontécoulant le titre de « colonel commandant les légions belges dans les deux Flandres » en lui confiant le service de contrôle des côtes. Il se rend à Ypres et à Furnes, entre le 31 octobre à L'Écluse après des combats. Il prend part aux combats de Oostbourg. Puis il reçoit l'ordre de se diriger vers Maastricht, passe à Gand le 4-5 novembre, Malines, Louvain, Hasselt où il fait relever les remparts. Il est blessé à Louvain. Il est attaché au corps d'armée de la Meuse du général Daine en qualité de chef supérieur du génie provisoire. Il doit quitter le quartier général de l'armée de la Meuse par un ordre ministériel de la fin janvier 1831. Adolphe de Pontécoulant a fait graver une médaille commémorative. Quand le maréchal Gérard présente son aide-de-camp, Philippe Gustave le Doulcet de Pontécoulant, au roi Léopold, en août 1831, celui-ci lui dit qu'il connaît dans son armée un officier du même nom qui s'est bien battu et a été blessé, auquel l'aide-de-camp lui répond que c'est son frère. Quand l'armée belge est réorganisée, Adolphe de Pontécoulant s'aperçoit qu'il n'est pas retenu dans ses cadres. Il s'en plaint par une pétition aux Chambres, le 10 mars 1835. Puis il rentre en France.
Il quitte ensuite l'armée et se consacre à la littérature et à la musique. Ses ouvrages sont publiés entre 1857 et 1868.
C'est probablement après la mort de leur père, en 1853, qu'un partage successoral a fait passer le domaine et le château de Pontécoulant de l'aîné à son frère cadet, Philippe Gustave le Doulcet de Pontécoulant.
Il aurait été fait officier de la Légion d'honneur en juillet 1859.
En mai 1864, il est un des douze membres fondateurs de la Société d'archéologie, sciences, lettres et arts du département de Seine-et-Marne et en assure la présidence. Sa mort est annoncée lors de sa séance du 29 mai 1882.

## Famille
- Jacques V le Doucet de Pontécoulant (baptisé le 27 novembre 1691-Parme, 25 septembre 1734), capitaine dans le régiment Royal-Piémont cavalerie, marié à Marie Charlotte Thérèse Louis de Chennevières du Hautbois ( -30 novembre 1742), chevalier de l'ordre de Saint-Louis en 1722, il est mortellement blessé à la bataille de Guastalla,
  - Léon Armand Jacques Charles Edmond le Doulcet de Pontécoulant (1726- ), capitaine au régiment Condé-Cavalerie, puis brigadier des armées du roi et major des Gardes du corps, marié avec Marie-Anne Pajot d'Hardivilliers (vers 1735- ), petite fille de Léon Pajot II[7] (1647-1708), contrôleur général des postes et relais de France,
    - Louis-Gustave Doulcet de Pontécoulant (Caen, 17 novembre 1764-Paris, 13 avril 1853), marié en août 1794 avec Anne Élisabeth Marais (vers 1765-1844), veuve du libraire Lejay, qui l'avait caché quand il avait été mis hors la loi le 3 octobre 1793.
      - Louis Adolphe le Doulcet de Pontécoulant (Paris, 10 mai 1795-Bois-Colombes ou Meaux, 20 février 1882), épouse Honorine Gros,
        - Mme Morel,
        - Mme de Manière,

      - Philippe Gustave le Doulcet de Pontécoulant (Paris, 11 juin 1796-Pontécoulant, 21 juillet 1874), marié en 1822 avec Corinne Élisa Mimaut, fille de Jean-François Mimaut[8], consul de France à Carthagène, puis à Alexandrie, et de Louise Augustine Dumesnil,
        - Armand le Doucet de Pontécoulant (1824-Hôpital militaire de Saint-Mandé,9 juin 1877), militaire,
        - Marie Augustine de Pontécoulant (1826-Pontécoulant, 14 janvier 1908), marié en 1882 à Edmond de Barrère[9] (Morlaix, 7 octobre 1819-Paris, 14 février 1890). Sans héritier, elle a donné le château de Pontécoulant au département du Calvados en 1896.
        - Amédée Gustave le Doucet de Pontécoulant[10] (Pontécoulant, 3 août 1827-Avesnes, le 5 juin 1883), militaire,
        - Jean Roger le Doulcet de Pontécoulant[11] (Pontécoulant, 24 juin 1832-Paris, 1er avril 1885), ministre plénipotentiaire, commandeur de la Légion d'honneur,
        - Louis-Philippe Alfred le Doulcet de Pontécoulant (Pontécoulant, 21 août 1839-Paris, 13 mai 1894), avocat,

    - Cécile le Doulcet de Pontécoulant (1767-1827), marié en 1785 avec Emmanuel de Grouchy (1766-1847), maréchal de France,
      - Henriette Ernestine de Grouchy (1787-1866), marié à Henri Lefèvre d'Ormesson (1785-1858)
      - Alphonse de Grouchy (1789-1864), marquis de Grouchy,
      - Victor de Grouchy (1796-1864), comte de Grouchy

## Publications
- Histoire des révolutions des villes de Nismes et d'Uzès, suivie de toutes les pièces justificatives ; dédiée à Messieurs les députés, Pris, 1820 (lire en ligne)
- Réflexions sur la pétition de M. Madier de Montjau, conseiller à la Cour royale de Nismes,adressée à la Chambre des Députés, Nismes, 1820 (lire en ligne)
- Pétition à messieurs les Sénateurs et Représentants de la Belgique par le colonel de Pontécoulant, Bruxelles, 1835.
- L'Espagne en 1837, Paris, 1838 (lire en ligne).
- Organograhie, ou Analyse des travaux de la facture instrumentale admise à l'Exposition des produits de l'industrie, Paris, 1839.
- Histoire des instruments de musique d'après les anciens écrivains et les monuments de l'antiquité, Paris, 1841.
- Mme Dorus-Gras, Paris, 1844.
- La musique chez le peuple ou L'Opéra-national : son passé et son avenir sur le boulevard du Temple, Paris, 1847 (lire en ligne)
- Légion franco-italienne. Appel en faveur de l’émancipation de l’Italie, signé par les commandants supérieurs Bonnefond et Pontécoulant, Paris, 1848
- Organographie. Essai sur la facture instrumentale. Art, industrie et commerce, Paris, 1861 (lire en ligne).
- Douze jours à Londres, voyage d'un mélomane à travers l'Exposition universelle, Paris, 1862 (lire en ligne).
- Musée instrumental du Conservatoire de musique. Histoires et anecdotes, Paris, 1864
- Exposition universelle de Londres de 1862. Rapport adressé à M. le préfet de Seine-et-Marne, Paris, 1864.
- Les Symphonistes de la cathédrale de Meaux, Paris, 1864.
- Musée instrumental du Conservatoire de musique. Histoires et anecdotes, Paris, 1864.
- Notice sur quelques antiquités situées dans le canton de Nangis (Seine-et-Marne), Paris, 1865.
- Les Phénomènes de la musique ou Influence du son sur les êtres animés, Paris, 1868.
- La Musique à l'Exposition universelle de 1867, Paris, 1868 (lire en ligne).
- (en) Music at the Universal Exhibition, dans Watson's Art Journal, 13 juillet 1867, p. 185-186 (lire en ligne)
- (en) The fact about the American piano in Paris. Chickering triumphant, dans Watson's Art Journal, 17 août 1867, p. 266 (lire en ligne)
- Brevet d'invention. Harmonium Debain, Paris, s.d.

## Distinction
- Officier d'académie en 1865[12].
- Officier de la Légion d'honneur